# Pascual Coloma Sogorb
Pascual Coloma Sogorb (mort a Alacant el 20 de setembre de 2015) fou un empresari i polític valencià, darrer alcalde d'Alacant durant el franquisme. Estudià economia i va treballar com a comerciant. Durant molts anys fou propietari de l'adrogueria Coloma, situada al carrer de Sant Francesc. Vers el 1969 fou nomenat regidor de l'ajuntament d'Alacant. Nomenat tinent d'alcalde, el juliol de 1976 fou condemnat a 15 dies d'arrest menor per agredir a un altre regidor, Fernando Fajardo Sánchez-Serrano. Quan l'abril de 1977 va dimitir l'alcalde José Manuel Martínez Aguirre per presentar-se a les eleccions generals espanyoles de 1977 va refusar ocupar l'alcaldia. Sí ho va fer el febrer de 1979, quan va dimitir l'aleshores alcalde Ambrosio Luciáñez Piney per presentar-se com a candidat de la UCD a les primeres eleccions municipals democràtiques. Després de les eleccions va deixar l'alcaldia i no es va dedicar més a la política.